# Elecciones estatales de Baja Sajonia de 2022
Las elecciones estatales de Baja Sajonia de 2022 se llevaron a cabo el 9 de octubre de ese año. En dicha elección se eligieron a los 137 miembros del Parlamento Regional. El gobierno actual es una coalición entre el Partido Socialdemócrata (SPD) y la Unión Demócrata Cristiana (CDU), encabezada por el Ministro-Presidente Stephan Weil.

## Sistema electoral
El Parlamento Regional Bajo Sajón se elige mediante representación proporcional mixta. Su tamaño mínimo es de 135 plazas. De estas, 87 se eligen en distritos uninominales y el resto se determina por listas de partidos. Los votantes tienen dos votos: el "primer voto" para los candidatos dentro de cada circunscripción individual y el "segundo voto" para las listas de los partidos. Hay un umbral electoral del 5% del segundo voto para calificar para los escaños. Los asientos se asignan utilizando el método d'Hondt, con voladizos adicionales y asientos nivelados para garantizar la proporcionalidad. La legislatura normal del Parlamento es de 5 años.

## Candidatos
El comité ejecutivo del Partido Democrático Libre (FDP) invistió por unanimidad como su cabeza de lista el 6 de noviembre de 2021 durante una reunión en Brunswick al presidente del grupo parlamentario y de la asociación regional del partido Stefan Birkner, ya líder durante las dos votaciones anteriores.
El 25 de enero de 2022, Alianza 90/Los Verdes anunció que presentará un dúo de líderes para las elecciones regionales, compuesto por la presidenta del grupo parlamentario en el Landtag Julia Willie Hamburg  y el exministro de Agricultura del gobierno rojiverde de Stephan Weil, Christian Meyer.
El 11 de febrero de 2022, la Unión Demócrata Cristiana de Alemania (CDU) aprobó por unanimidad la candidatura de su presidente y ministro de Economía estatal, Bernd Althusmann. Esto fue ratificado por una conferencia del partido, realizada el 19 de marzo.
El Ministro-Presidente saliente, Stephan Weil, fue elegido por el Partido Socialdemócrata de Alemania (SPD) como su candidato para un tercer mandato consecutivo el 21 de mayo de 2022. Ese día, la asamblea regional de delegados aprobó su candidatura por 188 votos a favor y ninguna oposición ni abstención, es decir un apoyo del 100% de los votos emitidos.
Die Linke designó el 11 de junio de 2022 a Jessica Kaussen como líder electoral, en una reunión de su asamblea regional en Hannover. Ganó por 68 votos de 119, es decir, el 57% de los votos emitidos, frente a Franziska Junker, percibida como favorita hasta la votación.
El 2 de julio de 2022, Alternativa para Alemania (AfD) escogió en una asamblea al médico Stefan Marzischewski-Drewes como su cabeza de lista.

### Partidos participantes
El 12 de agosto de 2022, el comité electoral estatal aprobó las propuestas electorales de 14 partidos. Además, siete partidos se postulan únicamente en circunscripciones uninominales y nueve son candidatos independientes.

#### Formaciones con representación parlamentaria
| Partido(s) | Partido(s) | Partido(s)                            | Ideología            | Posición        | Cabeza de Lista             | Escaños |
| ---------- | ---------- | ------------------------------------- | -------------------- | --------------- | --------------------------- | ------- |
|            | SPD        | Partido Socialdemócrata de Alemania   | Socialdemocracia     | Centroizquierda | Stephan Weil                | 55/137  |
|            | CDU        | Unión Demócrata Cristiana de Alemania | Democracia cristiana | Centroderecha   | Bernd Althusmann            | 50/137  |
|            | Grüne      | Alianza 90/Los Verdes                 | Política verde       | Centroizquierda | Julia Hamburg               | 12/137  |
|            | FDP        | Partido Democrático Libre             | Liberalismo clásico  | Centroderecha   | Stefan Birkner              | 11/137  |
|            | AfD        | Alternativa para Alemania             | Populismo de derecha | Extrema derecha | Stefan Marzischewski-Drewes | 9/137   |

#### Formaciones sin representación parlamentaria
| Candidatura | Candidatura | Cabeza de lista  | Ideología                | Posición        |
| ----------- | --- | ---------------- | ------------------------ | --------------- |
|             | La Izquierda (Linke) | Jessica Kaußen   | Socialismo democrático   | Izquierda       |
|             | Votantes Libres (FW) | Arnold Hansen    | Localismo                | Centroderecha   |
|             | Partido por el Trabajo, Estado de Derecho, Protección de los Animales, Fomento de las Elites e Iniciativas Democráticas de Base (Die PARTEI) | Luca Schroeder   | Sátira política          | Centro radical  |
|             | Partido Ser Humano, Medio Ambiente y Protección de los Animales (Tierschutzpartei)                                                           | Susanne Berghoff | Derechos de los animales | Centroizquierda |
|             | Partido Ecológico-Democrático (ÖDP) | -                | Conservadurismo verde    | Centroderecha   |
|             | Partido para la Investigación en Salud (Gesundheitsforschung)                                                                                | Wiebke Holst     | Política científica      | Atrapalotodo    |
|             | Partido Democrático de Base de Alemania (dieBasis)                                                                                           | Christian Bahr   | Democracia de base       | Atrapalotodo    |
|             | Partido de los Humanistas (Die Humanisten)                                                                                                   | Jim König        | Socioliberalismo         | Centroizquierda |
|             | Partido Pirata de Alemania (PIRATEN) | Thomas Ganskow   | Movimiento pirata        | Centroizquierda |
|             | Volt Alemania (Volt) | Emine Tunç       | Federalismo europeo      | Centro          |
|             | SGV – Solidaridad, Justicia, Cambio (SGV) | -                | Socialdemocracia         | Atrapalotodo    |
|             | Alianza C - Cristianos para Alemania (Bündnis C)                                                                                             | -                | Conservadurismo          | Derecha         |
|             | Partido de Centro (Zentrum) | -                | Democracia cristiana     | Centro          |
|             | Die Friesen (Die Friesen) | -                | Regionalismo             | Atrapalotodo    |
|             | Los Otros Baja Sajonia X (Sonstige) | -                | -                        | -               |
|             | Die Haie – Partei mit Biss (HAIE) | -                | -                        | -               |
|             | Candidatos independientes |                  |                          |                 |

## Encuestas

Regresión local de encuestas realizadas

| Encuestador                  | Fecha                    | Muestra | SPD  | CDU  | Grüne | FDP  | AfD | Linke | Otros |
| ---------------------------- | ------------------------ | ------- | ---- | ---- | ----- | ---- | --- | ----- | ----- |
| Encuestador                  | Fecha                    | Muestra |      |      |       |      |     |       | Otros |
| Wahlkreisprognose            | 6–7 Oct 2022             | 900     | 35   | 27   | 15.5  | 5    | 10  | 3     | 4.5   |
| Forschungsgruppe Wahlen      | 5–6 Oct 2022             | 1,046   | 33   | 28   | 16    | 5    | 10  | 3.5   | 4.5   |
| INSA                         | 29 Sep–4 Oct 2022        | 1,000   | 31   | 28   | 16    | 5    | 11  | 4     | 5     |
| Wahlkreisprognose            | 29 Sep–1 Oct 2022        | 957     | 35   | 27   | 15.5  | 4.5  | 11  | 2.5   | 4.5   |
| Forschungsgruppe Wahlen      | 26–29 Sep 2022           | 1,023   | 32   | 27   | 16    | 5    | 11  | 4     | 5     |
| Infratest dimap              | 26–28 Sep 2022           | 1,529   | 32   | 30   | 16    | 5    | 9   | 3     | 5     |
| Wahlkreisprognose            | 23–24 Sep 2022           | 1,000   | 35   | 27.5 | 15.5  | 5    | 9   | 2.5   | 5.5   |
| Forsa                        | 15–21 Sep 2022           | 2,018   | 31   | 27   | 19    | 5    | 9   | 3     | 6     |
| Infratest dimap              | 15–20 Sep 2022           | 1,156   | 32   | 28   | 17    | 5    | 9   | 4     | 5     |
| Wahlkreisprognose            | 16–17 Sep 2022           | 992     | 34.5 | 25.5 | 17.5  | 5.5  | 9   | 3     | 5     |
| Wahlkreisprognose            | 8–9 Sep 2022             | 970     | 34.5 | 26   | 17    | 6    | 8.5 | 3     | 5     |
| Wahlkreisprognose            | 1–2 Sep 2022             | 1,001   | 34.5 | 25   | 17    | 7.5  | 8.5 | 3     | 4.5   |
| INSA                         | 31 Ago–2 Sep 2022        | 1,000   | 31   | 28   | 19    | 7    | 7   | 4     | 4     |
| Wahlkreisprognose            | 27–31 Ago 2022           | 1,410   | 32   | 29   | 19    | 6    | 7   | 2     | 5     |
| Infratest dimap              | 24–29 Ago 2022           | 1,154   | 31   | 27   | 19    | 6    | 7   | 4     | 6     |
| Forsa                        | 16–23 Ago 2022           | 2,000   | 29   | 26   | 22    | 6    | 8   | 3     | 6     |
| Wahlkreisprognose            | 15–20 Ago 2022           | 1,100   | 27   | 30   | 21    | 7    | 7   | 2     | 6     |
| Wahlkreisprognose            | 1–5 Ago 2022             | 1,421   | 29   | 30   | 23    | 5    | 6   | 2     | 5     |
| Wahlkreisprognose            | 11–17 Jul 2022           | 1,036   | 33   | 27   | 22    | 6    | 5   | 2     | 5     |
| Infratest dimap              | 29 Jun–4 Jul 2022        | 1,154   | 30   | 27   | 22    | 7    | 6   | 3     | 5     |
| Forsa                        | 14–22 Jun 2022           | 2,009   | 30   | 26   | 22    | 6    | 7   | 3     | 6     |
| INSA                         | 13–20 Jun 2022           | 1,000   | 31   | 26   | 22    | 8    | 6   | 3     | 6     |
| Wahlkreisprognose            | 4–11 Jun 2022            | 1,100   | 32   | 26   | 22    | 6    | 6   | 3     | 5     |
| Wahlkreisprognose            | 19–24 de mayo de 2022    | 1,000   | 30.5 | 26   | 24    | 7    | 5   | 2     | 5.5   |
| Wahlkreisprognose            | 25 Abr–1 de mayo de 2022 | 1,010   | 34   | 26   | 20    | 7    | 6   | 2     | 5     |
| Forsa                        | 19–26 Abr 2022           | 2,012   | 33   | 26   | 19    | 7    | 6   | 3     | 6     |
| Forsa                        | 15–22 Mar 2022           | 2,010   | 34   | 25   | 17    | 8    | 7   | 3     | 6     |
| Wahlkreisprognose            | 19–22 Mar 2022           | 1,005   | 33   | 28   | 19    | 8    | 5.5 | 2     | 4.5   |
| Forsa                        | 15–22 Mar 2022           | 2,010   | 34   | 25   | 17    | 8    | 7   | 3     | 6     |
| Wahlkreisprognose            | 26 Feb–4 Mar 2022        | 1,250   | 35   | 28.5 | 16    | 8    | 5.5 | 2.5   | 4.5   |
| INSA                         | 14–21 Feb 2022           | 1,000   | 34   | 26   | 14    | 11   | 7   | 4     | 4     |
| Infratest dimap              | 11–16 Nov 2021           | 1,160   | 36   | 23   | 16    | 10   | 7   | 3     | 5     |
| INSA                         | 12–18 Oct 2021           | 1,000   | 39   | 19   | 13    | 12   | 7   | 5     | 5     |
| Allensbach                   | 6 Sep–1 Oct 2021         | 1,100   | 34   | 26   | 15    | 10   | 7   | 4     | 4     |
| Elecciones federales de 2021 | 26 Sep 2021              | –       | 33.1 | 24.2 | 16.1  | 10.5 | 7.4 | 3.3   | 5.4   |
| Wahlkreisprognose            | 16–26 Ago 2021           | 1,002   | 39   | 20   | 17    | 11   | 5   | 4     | 4     |
| INSA                         | 3–10 de mayo de 2021     | 1,000   | 29   | 26   | 20    | 9    | 7   | 5     | 4     |
| INSA                         | 22–29 Mar 2021           | 1,052   | 30   | 26   | 18    | 9    | 7   | 4     | 6     |
| Allensbach                   | 3 Feb–3 Mar 2021         | 950     | 27   | 33   | 20    | 6    | 5   | 5     | 4     |
| INSA                         | 26 Oct–2 Nov 2020        | 1,002   | 27   | 34   | 18    | 6    | 6   | 5     | 4     |
| Infratest dimap              | 6–12 Oct 2020            | 1,004   | 27   | 35   | 20    | 4    | 6   | 5     | 3     |
| Forsa                        | 19–28 de mayo de 2020    | 1,002   | 30   | 32   | 16    | 5    | 5   | 6     | 6     |
| Elecciones al PE de 2019     | 26 de mayo de 2019       | –       | 20.9 | 29.9 | 22.6  | 5.0  | 7.9 | 3.8   | 9.8   |
| Forsa                        | 1–8 Feb 2019             | 1,010   | 28   | 30   | 17    | 7    | 8   | 5     | 5     |
| Infratest dimap              | 15–20 Nov 2018           | 1,006   | 26   | 28   | 24    | 6    | 9   | 4     | 3     |
| INSA                         | 7–13 Nov 2018            | 1,053   | 26   | 27   | 17    | 10   | 12  | 5     | 3     |
| Forsa                        | 8–22 Feb 2018            | 1,004   | 33   | 33   | 10    | 8    | 6   | 6     | 4     |
| Elecciones estatales de 2017 | 15 Oct 2017              | –       | 36.9 | 33.6 | 8.7   | 7.5  | 6.2 | 4.6   | 2.4   |

## Resultados
|                                    |                                                                                    |                    |                    |                    |           |       |        |               |       |
| Partido                            | Partido                                                                            | Distrito electoral | Distrito electoral | Distrito electoral | Lista     | Lista | Lista  | Total escaños | +/–   |
| Partido                            | Partido                                                                            | Votos              | %                  | Escaños            | Votos     | %     | Cambio | Total escaños | +/–   |
|                                    | Partido Socialdemócrata de Alemania (SPD)                                          | 1,235,921          | 34.2               | 57                 | 1,211,418 | 33.4  | 3.5    | 57            | 2     |
|                                    | Unión Demócrata Cristiana de Alemania (CDU)                                        | 1,147,969          | 31.8               | 27                 | 1,017,276 | 28.1  | 5.5    | 47            | 3     |
|                                    | Alianza 90/Los Verdes (GRÜNE)                                                      | 522,198            | 14.5               | 3                  | 526,923   | 14.5  | 5.8    | 24            | 12    |
|                                    | Alternativa para Alemania (AfD)                                                    | 321,135            | 8.9                | 0                  | 396,839   | 11.0  | 4.8    | 18            | 9     |
|                                    |                                                                                    |                    |                    |                    |           |       |        |               |       |
|                                    | Partido Democrático Libre (FDP)                                                    | 160,791            | 4.5                | 0                  | 170,298   | 4.7   | 2.8    | 0             | 11    |
|                                    | La Izquierda (DIE LINKE)                                                           | 107,326            | 3.0                | 0                  | 98,585    | 2.7   | 1.9    | 0             | ±0    |
|                                    | Partido Ser Humano, Medio Ambiente y Protección de los Animales (Tierschutzpartei) | 3,497              | 0.1                | 0                  | 53,139    | 1.5   | 0.8    | 0             | ±0    |
|                                    | Partido Democrático de Base de Alemania (dieBasis)                                 | 45,287             | 1.3                | 0                  | 36,603    | 1.0   | Nuevo  | 0             | Nuevo |
|                                    | Die PARTEI                                                                         | 13,316             | 0.4                | 0                  | 34,159    | 0.9   | 0.3    | 0             | ±0    |
|                                    | Votantes Libres (FW)                                                               | 29,289             | 0.8                | 0                  | 30,453    | 0.8   | 0.4    | 0             | ±0    |
|                                    | Volt Alemania (Volt)                                                               | 7,377              | 0.2                | 0                  | 16,663    | 0.5   | Nuevo  | 0             | Nuevo |
|                                    | Partido Pirata de Alemania (Piraten)                                               | 3,294              | 0.1                | 0                  | 14,242    | 0.4   | 0.2    | 0             | ±0    |
|                                    | Partido para la Investigación en Salud (Gesundheitsforschung)                      | –                  | –                  | –                  | 10,673    | 0.3   | Nuevo  | 0             | Nuevo |
|                                    | Partido de los Humanistas (Die Humanisten)                                         | 603                | 0.0                | 0                  | 6,528     | 0.2   | Nuevo  | 0             | Nuevo |
|                                    | Partido de Centro (ZENTRUM)                                                        | 1,908              | 0.1                | 0                  | –         | –     | Nuevo  | 0             | Nuevo |
|                                    | Solidaridad, Justicia, Cambio (SVG)                                                | 837                | 0.0                | 0                  | –         | –     | Nuevo  | 0             | Nuevo |
|                                    | Die Haie – Partei mit Biss (HAIE)                                                  | 691                | 0.0                | 0                  | –         | –     | Nuevo  | 0             | Nuevo |
|                                    | Die Friesen                                                                        | 587                | 0.0                | 0                  | –         | –     | –      | 0             | Nuevo |
|                                    | Partido Ecológico-Democrático (ÖDP)                                                | 526                | 0.0                | 0                  | –         | –     | 0.1    | 0             | ±0    |
|                                    | Alianza C - Cristianos para Alemania (Bündnis C)                                   | 233                | 0.0                | 0                  | –         | –     | –      | 0             | ±0    |
|                                    | Los Otros                                                                          | 190                | 0.0                | 0                  | –         | –     | Nuevo  | 0             | Nuevo |
|                                    | Candidatos independientes                                                          | 6,329              | 0.2                | 0                  | –         | –     | –      | 0             | ±0    |
| Votos válidos                      | Votos válidos                                                                      | 3,609,304          | 98.7               |                    | 3,623,799 | 99.1  |        |               |       |
| Votos nulos                        | Votos nulos                                                                        | 48,577             | 1.3                |                    | 34,082    | 0.9   |        |               |       |
| Total                              | Total                                                                              | 3,657,811          | 100.0              | 87                 | 3,657,811 | 100.0 |        | 146           | +9    |
| Votantes registrados/participación | Votantes registrados/participación                                                 | 6,064,738          | 60.3               |                    | 6,064,738 | 60.3  | 2.8    |               |       |
| Fuente: Landeswahlleiter           |                                                                                    |                    |                    |                    |           |       |        |               |       |

## Formación de gobierno
El SPD y los Verdes anunciaron pocos días después, el 31 de octubre, que las negociaciones habían concluido con éxito. El pacto de coalición fue aprobado por ambos partidos y firmado el 7 de noviembre. Incluía planes para un paquete de ayuda de seis mil millones de euros para luchar contra la actual crisis energética. El nuevo gobierno también acordó aumentar los salarios iniciales de los maestros, establecer una empresa estatal de vivienda orientada a la construcción de viviendas asequibles e introducir un boleto de tránsito estatal de 29 euros para estudiantes, aprendices y voluntarios.
Stephan Weil fue reelegido Ministro-Presidente por el Parlamento Regional el 8 de noviembre, con 82 votos de los 145 emitidos. Dado que la coalición de gobierno tenía 81 escaños, esto indicaba el apoyo de al menos un diputado de la oposición. El tercer gabinete de Weil prestó juramento el mismo día, estando compuesto por seis ministros del SPD y cuatro de los Verdes.